# My October Symphony
«My October Symphony» es una canción del dúo británico Pet Shop Boys, la sexta pista del álbum Behaviour publicado en 1990.

## Temática
«My October Symphony» trata sobre el desconcierto que la caída del muro de Berlín provoca en un viejo compositor ruso, revolucionario convencido y nostálgico, personaje ficticio que concibe Tennant para escribir la letra. En el momento del colapso del comunismo, este personaje se plantea si ha valido la pena luchar por esos ideales, y se siente traicionado: "So we're all drinking / as leaves fall to the ground / because we've been thinking / how October's let us down / then and now'" ("Así que estamos bebiendo todos / mientras caen las hojas al suelo / porque hemos estado pensando / cómo nos decepcionó octubre / entonces y ahora"). La referencia a octubre alude a la Revolución de Octubre (1917).

## Composición
La música fue escrita por Tennant en Glasgow (Escocia), y aunque tocó la guitarra durante las sesiones de grabación, el trabajo final corre a cargo de Johnny Marr, de The Smiths. Los violines fueron interpretados por el Balenescu String Quartet. La coda coral trata de evocar el estilo de la Sinfonía n.º 2 de Shostakóvich, subtitulada Octubre.

## Influencia en otros artistas
Axl Rose, el líder de la banda de Hard Rock de los años 90s Guns and Roses, afirmó que el exitoso sencillo del grupo «November Rain» (del álbum Use Your Illusion I) fue influenciado por «My October Symphony» (además de por «Being Boring»), en la que probablemente ha sido una de las influencias más inesperadas de Pet Shop Boys en otros artistas, dada la disparidad de estilos y, en concreto, en lo que se refiere al resultado final de estos temas.

## Créditos
- Neil Tennant – voz
- Chris Lowe – teclados
- Johnny Marr – guitarra
- Alexander Bălănescu – cuarteto de cuerda (dirección)
- The Balanescu Quartet – cuarteto de cuerda
- Jay Henry – segunda voz
- Haydn Bendall – producción de orquesta y cuerda
- Bob Kraushaar – producción adicional en las voces[3]